# Länsväg N 870

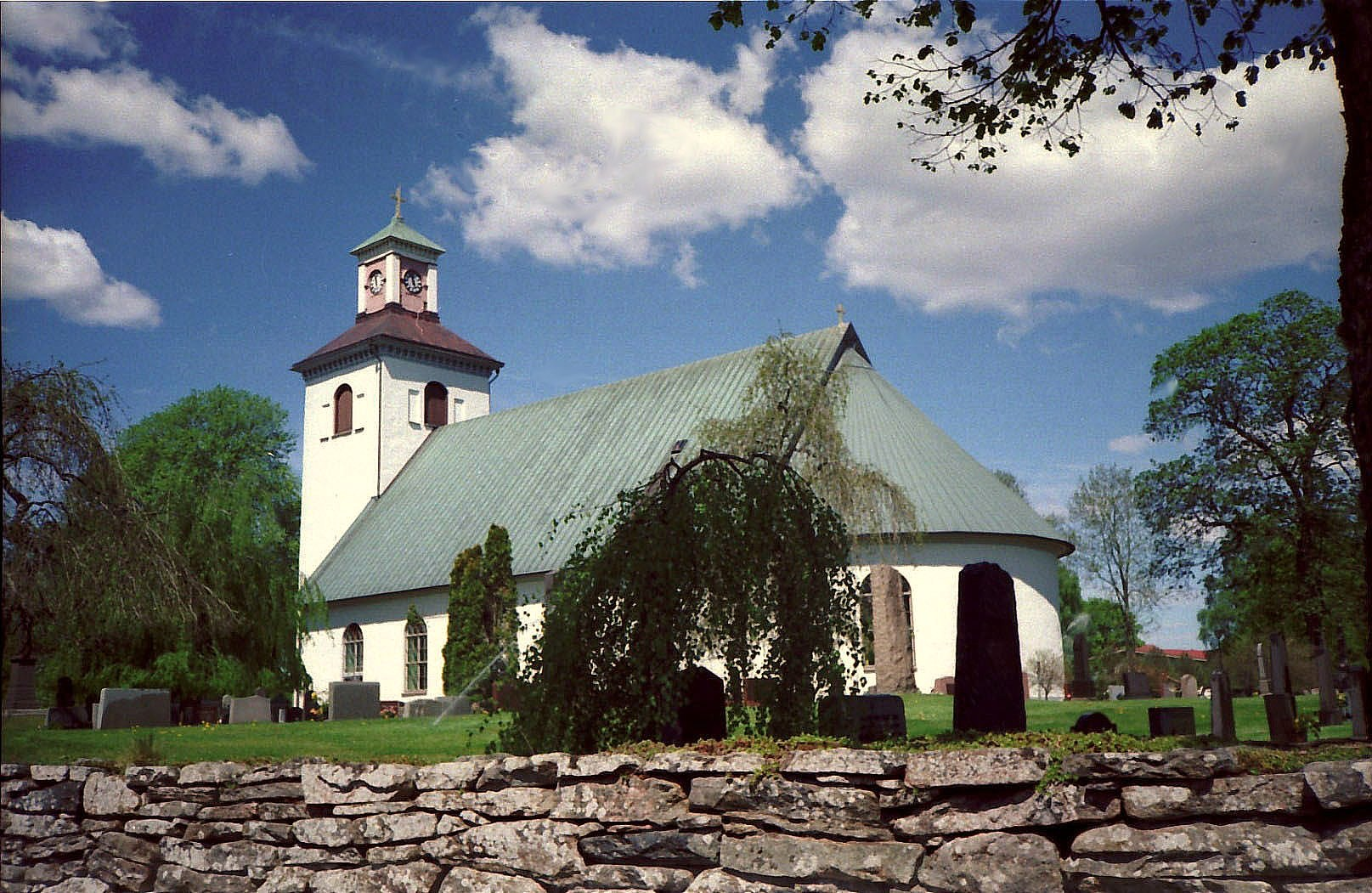
Södra Unnaryds kyrka sedd från länsväg N 870, nära anslutningen till länsväg N 876 i Unnaryd.

Länsväg N 870 är en övrig länsväg i Hylte kommun i Hallands län (Småland) som går mellan tätorten Hyltebruk och Jönköpings läns gräns vid Virhult. Vägen är 33 kilometer lång, asfalterad och passerar bland annat tätorten Unnaryd samt Färgaryd, kyrkbyn i Färgaryds socken. Inom Hyltebruks tätort heter vägen Norra industrigatan och har hastighetsgräns 50 km/h. Avsnittet mellan Hyltebruk och Unnaryd har mittlinje och har hastighetsgräns 80 km/h. Inom Unnaryds tätort heter vägen Hyltegatan, Myntgatan respektive Bolmenvägen och har hastighetsgräns 60 km respektive 40 km/h. Avsnittet därefter saknar mittlinje och har hastighetsgräns 70 km/h.
Vägen ansluter till:
- Länsväg N 871 (vid Hyltebruk)
- Länsväg N 873 (vid Färgaryd)
- Länsväg N 874 (vid Holmen)
- Länsväg N 880 (vid Höljeryd)
- Länsväg N 886 (vid Vare)
- Länsväg N 876 (vid Unnaryd)
- Länsväg N 877 (vid Hult)
- Länsväg F 515 (vid Jönköpings läns gräns, nära Virhult)